# Port Huron Flags (IHL)
Die Port Huron Flags waren ein US-amerikanisches Eishockeyfranchise der International Hockey League aus Port Huron, Michigan. Die Spielstätte der Flags und deren Nachfolgevereine war die McMorran Arena.

## Geschichte
Die Port Huron Flags wurden 1962 als Franchise der International Hockey League gegründet. In der Saison 1965/66 gewannen die Flags zum ersten Mal in ihrer Klubgeschichte den Turner Cup, die Meisterschaft der IHL. Diesen Erfolg konnte der Klub 1971 wiederholen. Im gleichen Jahr wurde das Team in Port Huron Wings umbenannt. Diese Umbenennung war die Konsequenz aus der Partnerschaft mit den Detroit Red Wings aus der National Hockey League. Ab sofort waren die Port Huron Wings das Farmteam der Red Wings. Unter dem neuen Namen konnten die Wings den Titel aus der Vorsaison verteidigen und zum dritten Mal den Turner Cup gewinnen. 
Nach der Beendigung der Partnerschaft mit den Detroit Red Wings nach der Spielzeit 1973/74, benannte sich der Klub wieder in Port Huron Flags um. Die Flags bestanden bis 1981 und konnten in dieser Zeit im Jahr 1979 mit 95 Punkten sowohl den ersten Platz in der North-Division als auch der Hauptrunde der IHL belegen. Während der Saison 1980/81 waren sie das Farmteam der Buffalo Sabres. Im Sommer 1981 wurden die Port Huron Flags aufgelöst.

## Team-Rekorde

### Karriererekorde
Spiele: 600  Bob McCammon
Tore: 221  Bill LeCaine
Assists:338  Bill LeCaine
Punkte: 559  Bill LeCaine
Strafminuten: 896  Bill LeCaine